# Alberni (circonscription britanno-colombienne)
Pour les articles homonymes, voir Alberni.
Circonscription électorale provinciale du Canada
Alberni est une ancienne circonscription provinciale de la Colombie-Britannique représentée à l'Assemblée législative de la Colombie-Britannique de 1890 à 1894, de 1933 à 1941 et de 1898 à 2001.

## Géographie
La circonscription était située sur l'ile de Vancouver.

## Liste des députés
| 6e                                                   | 1890–1894       |                       | Thomas Fletcher               | Gouvernement  |        |        |        |
| Fusionnée avec Cowichan pour former Cowichan-Alberni |                 |                       |                               |               |        |        |        |
| 8e                                                   | 1898–1900       |                       | Alan Webster Neill            | Opposition    |        |        |        |
| 9e                                                   | 1900–1903       |                       | Alan Webster Neill            | Progressiste  |        |        |        |
| 10e                                                  | 1903–1907       |                       | William Wallace Burns McInnes | Libéral       |        |        |        |
| 11e                                                  | 1907–1909       | Harlan Carey Brewster |                               | Libéral       |        |        |        |
| 12e                                                  | 1909–1912       | Harlan Carey Brewster |                               | Libéral       |        |        |        |
| 13e                                                  | 1912–1916       |                       | John George Corry Wood        | Gouvernement  |        |        |        |
| 14e                                                  | 1916–1920       |                       | Harlan Carey Brewster         | Libéral       |        |        |        |
| 14e                                                  | 1916-1918       |                       | Vacant                        | Vacant        | Vacant | Vacant | Vacant |
| 14e                                                  | janv.-oct. 1918 |                       | Richard Pateman Wallis        | Conservateur  |        |        |        |
| 14e                                                  | 1919-1920       |                       | Richard John Burde            | Soldat ind.   |        |        |        |
| 15e                                                  | 1920–1924       |                       | Richard John Burde            | Indépendant   |        |        |        |
| 16e                                                  | 1924–1928       | Libéral indépendant   | Richard John Burde            |               |        |        |        |
| 17e                                                  | 1928–1933       |                       | Laurence Arnold Hanna         | Libéral       |        |        |        |
| Circonscription abolie, voir : Alberni-Nanaimo       |                 |                       |                               |               |        |        |        |
| 20e                                                  | 1941–1945       |                       | James Mowat                   | Libéral       |        |        |        |
| 21e                                                  | 1945–1949       |                       | James Mowat                   | Coalition     |        |        |        |
| 22e                                                  | 1949–1950       |                       | James Mowat                   | Indépendant   |        |        |        |
| 22e                                                  | 1950-1952       |                       | James Mowat                   | Coalition     |        |        |        |
| 23e                                                  | 1952–1953       |                       | Stanley John Squire           | CCF           |        |        |        |
| 24e                                                  | 1953–1956       |                       | Stanley John Squire           | CCF           |        |        |        |
| 25e                                                  | 1956–1960       |                       | Stanley John Squire           | CCF           |        |        |        |
| 26e                                                  | 1960–1963       |                       | Stanley John Squire           | CCF           |        |        |        |
| 27e                                                  | 1963–1966       |                       | Stanley John Squire           | Néo-démocrate |        |        |        |
| 28e                                                  | 1966–1969       |                       | Howard Richmond McDiarmid     | Créditiste    |        |        |        |
| 29e                                                  | 1969–1972       |                       | Howard Richmond McDiarmid     | Créditiste    |        |        |        |
| 30e                                                  | 1972–1975       |                       | Robert Evans Skelly           | Néo-démocrate |        |        |        |
| 31e                                                  | 1975–1979       |                       | Robert Evans Skelly           | Néo-démocrate |        |        |        |
| 32e                                                  | 1979–1983       |                       | Robert Evans Skelly           | Néo-démocrate |        |        |        |
| 33e                                                  | 1983–1986       |                       | Robert Evans Skelly           | Néo-démocrate |        |        |        |
| 34e                                                  | 1986–1988       |                       | Robert Evans Skelly           | Néo-démocrate |        |        |        |
| 34e                                                  | 1988-1991       | Gerard A. Janssen     |                               | Néo-démocrate |        |        |        |
| 35e                                                  | 1991–1996       | Gerard A. Janssen     |                               | Néo-démocrate |        |        |        |
| 36e                                                  | 1996–2001       | Gerard A. Janssen     |                               | Néo-démocrate |        |        |        |
| Circonscription abolie, voir : Alberni-Qualicum      |                 |                       |                               |               |        |        |        |